# Sundekon
Sundekon, Sundsvalls ekonomförening, är den äldsta studentföreningen vid Mittuniversitetet i Sundsvall och drivs ideellt av studenter som tillhör ekonomprogrammet. Föreningen bildades år 1982 och är till för studenter som läser företagsekonomi och nationalekonomi vid universitetet. Sundekon ingår i S.E.R.O, Sveriges Ekonomföreningars Riksorganisation, som är en paraplyorganisation för ekonomföreningar i Sverige.
Föreningen driver även många projekt, delvis enbart för medlemmar inom föreningen, men även sociala aktiviteter för hela universitetet. Exempel på detta är Medelpaddeln, som har gjorts traditionsenligt sedan 80-talet, samt Insparken som sker varje höst där Sundekon har en central roll.

## Styrelse och utskott
Sundekons styrelse består av ordförande och vice ordförande, samt fem utskott med olika specialistområden.

### Utbildningsutskottet
Utbildningsutskottet bevakar utbildningskvaliteten på de ekonomiska utbildningarna genom aktivt samarbete med Mittuniversitetet. Genom att engagera sig i Utbildningsutskottet kan studenter påverka utformningen av program och kurser.

### Mediautskottet
Mediautskottet hjälper respektive utskott med marknadsföring av föreningens arrangemang och evenemang. Målsättningen är att informationen om vad som händer och sker på skolan ska vara tydlig och väl synlig för studenter och andra berörda parter.

### Näringslivsutskottet
Sundekons Näringslivsutskott specialiserar sig på att sköta kontakterna med näringslivet. Det är de som tar hand om samarbetspartners och anordnar evenemang där näringsliv och studenter har möjlighet att mötas.

### Sexmästeriet
Det sociala utskottet som har till uppgift att se till att det finns mer för studenterna att göra i skolan än att ägna sig åt själva studierna.

### Skattmästeriet
Skattmästeriet fungerar som ett stöd och en rådgivare till de andra utskotten i deras arbete och planering rörande ekonomiska frågor. Utskottets främsta uppgift är dock att ansvara för Sundekons ekonomi.